# Рогатица
Рога́тица (босн. Rogatica, серб. Рогатица / Rogatica, хорв. Rogatica) — город в восточной части Республики Сербской в составе Боснии и Герцеговины. Центр одноимённой общины в регионе Источно-Сараево.
Расположен в 60 километрах на северо-восток от Сараево, на полпути по дороге Горадже-Соколац.

## Население
Численность населения города по переписи 2013 года составляет 6 855 человек, общины — 11 603 человека.
Этнический состав населения города Рогатица по переписи 1991 года:
- боснийские мусульмане — 5.681 (63,71 %);
- сербы — 2.971 (33,32 %);
- хорваты — 140 (1,57 %);
- югославы — 16 (0,17 %);
- другие — 108 (1,21 %).

Всего: 8.916 чел.